# Ferdinand Laufberger
Ferdinand Laufberger (né le 16 février 1829 à Mariaschein en royaume de Bohême et mort le 16 juillet 1881 à Vienne en Autriche-Hongrie) est un peintre et graveur autrichien.

## Biographie
Laufberger s'est formé dans les académies de Prague et de Vienne. Il a d'abord peint des scènes de genre ; puis en 1855, il se rend dans les principautés du Danube et à Constantinople, envoyé par l'Österreichischen Lloyd afin de dessiner une série de vues picturales destinées à la gravure, lesquelles ont été très bien accueillies.

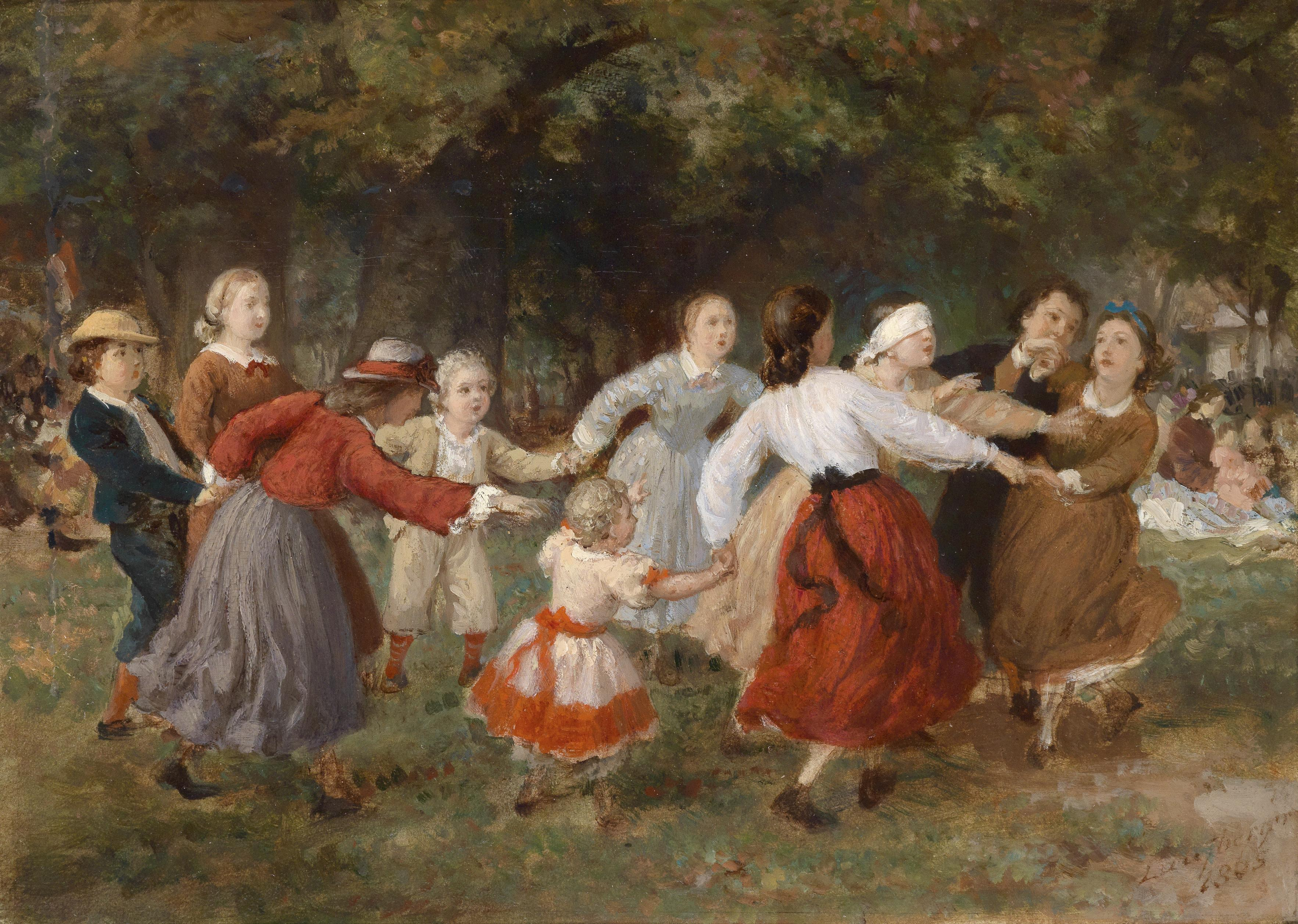
Le Jeu des vaches aveugles (Das Blinde-Kuh-Spiel), 1865

Une bourse de voyage de deux ans de l'Académie des beaux-arts de Vienne lui permet de visiter les sites d'art majeurs. Il voyage en Allemagne et en Belgique, puis se rend à Londres, à Paris (en 1862) et enfin en Italie. Il est resté à Paris pendant 15 mois et a peint le public visitant le musée du Louvre. En 1865, il a été chargé de réaliser des cartons pour le rideau pour l'Opéra comique de Vienne. En 1868, il est nommé professeur de dessin et de peinture de figures à la nouvelle école d'art et d'artisanat du musée autrichien, pour laquelle il méritait de s'épanouir.
Après avoir terminé le rideau, qui a été conçu pour la Society for Reproductive Art, il a réalisé plusieurs petites œuvres décoratives jusqu'à ce que le nouveau bâtiment du Musée autrichien lui donne l'occasion d'ajouter une frise en sgraffite et des fresques sur la voûte en miroir de la cage d'escalier (Vénus sortant de la mer, entourée par les arts). Laufberger a également réalisé des scènes de genre présentant un caractère humoristique.
En 1879, Laufberger est chargé de réaliser les décorations de la cour du musée d'Histoire de l'art de Vienne. À cet effet, il s'adjoint le concours de deux de ses élèves auxquels il donne cours à l'école des arts appliqués de Vienne : les frères Gustav et Ernst Klimt. Les trois hommes se présentent en qualité de « peintres décorateurs ». L'année suivante, les frères Klimt reçoivent leur première commande : quatre allégories aux angles du plafond de la salle de réunions du palais Sturany à Vienne. Ils créent un atelier avec Franz Matsch : la Küntsler-Compagnie. Le travail du jeune Gustav Klimt sera fortement influencé par le traitement apporté à la Renaissance italienne sous l'égide de Laufberger.
Durant ces mêmes années, la Banque austro-hongroise lui commande la conception graphique d'une série de billets de banque en couleurs de 1, 5, 10, 50, 100 et 1000 florins.
Ferdinand Laufberger est mort le 16 juillet 1881 à Vienne.
En 1889 à Vienne, dans le Leopoldstadt (2e arrondissement), une rue prend en son honneur le nom de Laufbergergasse.

## Œuvres
- Ein Privatgelehrter beobachtet eine Sonnenfinsternis (1858).
- Gebirgsreisende vor einem Bauernhaus (1859).
- Alter Junggeselle (1860).
- Ein gemütliches Plätzchen (1861).
- Genoveva im Wald (1861).
- Sommerabend im Prater (1864).